# George Robert Crotch
George Robert Crotch (Somerset, 1842 – Philadelphia, 16 juni 1874) was een Brits entomoloog.
Crotch werd geboren in Cambridge, Engeland in 1842. Hij was tijdens zijn studie aan de universiteit van Cambridge al vroeg geïnteresseerd in insecten, vooral kevers (Coleoptera). Hij werkte in de Bibliotheek van de Universiteit. Crotch verzamelde insecten in Europa, en in de herfst van 1872 verliet hij Engeland voor een entomologische wereldreis. Aangekomen in Philadelphia in de lente / zomer van 1873 begon hij met het verzamelen van insecten in Californië, Oregon, en het Fraser River gebied in British Columbia. In 1873 aanvaardde hij een positie als assistent van Louis Agassiz aan het Harvard Museum of Comparative Zoology samen met Hermann August Hagen. Hij verzamelde in 1873 kevers en vlinders in Californië, Vancouver Island en Oregon. In 1874 stierf hij, 32 jaar oud, aan de gevolgen van tuberculose. Hij was een wereldautoriteit op het gebied van lieveheersbeestjes (Coccinellidae) en prachtzwamkevers (Erotylidae).

## Werken
Crotch was de auteur van een aantal boeken, waaronder:
- Checklist of the Coleoptera of America (1873)
- A revision of the Coleopterous family Coccinellidae (1874).

Zijn kevercollectie uit de Azoren is opgenomen in het British Museum in Londen, 
en zijn Europese Coleoptera, Erotylidae en Coccinellidae werden nagelaten aan het Cambridge University Museum of Zoology.
- CiNii: DA04807132
- International Standard Name Identifier: 0000 0000 8467 5769
- Library of Congress Control Number: no2012100020
- Nederlandse Thesaurus van Auteursnamen: 154982024
- Réseau des bibliothèques de Suisse occidentale: 02-A017652717
- SNAC: w6t73pj8
- Système universitaire de documentation: 151499446
- Virtual International Authority File: 111335900
- WorldCat: E39PBJbWxxCWg4TRDRGmyTx4bd